# Посолство на България във Вашингтон
Посолството на България в Вашингтон е официалната дипломатическа мисия на България в САЩ. То е разположено на ул. „22-ра улица NW“ 1621 (1621 22nd NW Street) във федералната столица.

## История
Инициативата за установяване на дипломатически отношения между София и Вашингтон принадлежи на българската страна. През 1892 г. представителят на България в Цариград провежда първите разговори със сътрудници на легацията на САЩ. Сондажите приключват успешно през 1901 г., когато между двете страни е постигнато споразумение американският пълномощен министър в Цариград да бъде акредитиран и в София.

Княжество България и САЩ установяват дипломатически отношения през 1903 година. Тогавашният пълномощен министър за Гърция, Румъния и Сърбия, е упълномощен и за България. Той връчва акредитивните си писма на княз Фердинад на 19 септември 1903 г. На 22 септември 1908 г. България обявява независимостта си от Османската империя. На 3 май 1909 г. държавният секретар на САЩ изпраща телеграма до Хъчесън, временно изпълняващ длъжността дипломатически представител за България, с която информира за нареждането на президента на САЩ да се предадат неговите поздравления до цар Фердинанд за приемането на България в общността на суверенните и независими държави. С този акт САЩ признава независмостта на Царство България.
На 10 декември 1914 г. Стефан Панаретов е назначен за български пълномощен министър в САЩ. Официално българската легация във Вашингтон е открита на 16 януари 1915 г.
Под натиск, оказан от Германия, България обявява война на САЩ на 13 декември 1941 г. Посланикът на България в САЩ Димитър Наумов научава за войната от вестниците. Уверен, че става дума за грешка, Наумов с открита телеграма поискал опровержение от София и съобщил, че „слуховете за обявяване на война са повече от невероятни и комични“ и че в САЩ се приема за невероятно България да обяви война на Америка. Пълномощният министър Джордж Х. Ърл III напуска София в края на декември. САЩ обявяват война на България едва на 5 юни 1942 година.
През 1945 г. по силата на споразумение за установяване на Съюзническа контролна комисия в България, на 17 октомври 1945 г. във Вашингтон е изпратен генерал Владимир Стойчев като политически представител на България. След влизането в сила на Парижкия мирен договор през септември 1947 г. дипломатическите отношения са възстановени, но само след три години Държавният департамент замразява дипломатическите отношения с България. Причината е, че в началото на 1950 г. американският пълномощен министър Доналд Хийт е обвинен в шпионаж и е обявен за „персона нон грата“.
САЩ и България се споразумяват да възобновят дипломатическите си отношения на 24 март 1959 г. след като българските власти са поднесли официално извинение по случая „Хийт“.
По инициатива на президента на България Желю Желев през 1996 г. пред сградата на посолството във Вашингтон е издигнат паметник на Васил Левски.
През 2003 г. Сенатът и Камарата на представителите на САЩ, както и Народното събрание на Република България, приемат резолюции по повод 100-годишнината от установяването на дипломатическите отношения между двете страни.

## Посланици и ръководители на дипломатическата мисия
- Стефан Хаджиилиев Панаретов (1914-1925)
- Симеон Трайчев Радев (1925–1933)
- Стоян Владимиров Петров-Чомаков (1933-1936)
- Димитър Анастасов Наумов (1936-1941)
- Прекъснати дипломатически отношения (1941-1947)
- Нисим Юда Меворах (1945-1947)
- Петър Георгиев Вутов - управляващ мисията (1948-1950)
- Прекъснати дипломатически отношения (1950-1959)
- Петър Георгиев Вутов (1960-1962)
- Кирил Господинов Щерев - управляващ мисията (1962-1963)
- Любомир Димитров Попов - пълномощен министър (1963-1965).
- д-р Любен Николов Герасимов (1966-1973)
- Любомир Димитров Попов (1974-1977)
- Константин Николов Григоров (1978-1980)
- Стоян Илиев Жулев (1980-1988)
- Величко Филипов Величков (1988-1990)
- Огнян Райчев Пишев (1991-1994)
- Снежана Дамянова Ботушарова (1994-1998)
- Филип Димитров Димитров (1998 – 2001)
- Елена Бориславова Поптодорова (2002-2008)
- Лъчезар Йорданов Петков (2008-2009)
- Тихомир Ангелов Стойчев - управляващ мисията (2009-2010)
- Елена Бориславова Поптодорова (2010 – 2016)
- Тихомир Ангелов Стойчев (2016 - 2022)
- Георги Панайотов (2022-)